# Albin Lapanja
Albin Lapanja, slovenski partizan in politični komisar, * 5. februar 1911, † ?.
Kot pripadnik Cankarjeve brigade je bil eden izmed odposlancev, ki so se udeležili Zbora odposlancev slovenskega naroda v Kočevju.